# Киреччи, Ахмет
Ахмет Киреччи (тур. Ahmet Kireççi, 27 октября 1914 — 17 августа 1979) по прозвищу (впоследствии — фамилии) Мерсинли (тур. Mersinli, «Мерсинец») — турецкий борец, олимпийский чемпион.

## Спортивная карьера
Родился в Мерсине. Он увлекался боксом, лёгкой атлетикой, а потом занялся турецкой борьбой и стал чемпионом на соревнованиях в Тарсусе, после чего был отправлен в Стамбул в борцовский клуб «Кумкапы». В 18 лет он стал чемпионом Балкан, после чего удостаивался этого титула ещё дважды. С 1931 года — в национальной сборной.
В 1936 году завоевал бронзовую медаль Олимпийских игр по вольной борьбе, став первым в истории Турции олимпийским призёром по этому виду спорта. В 1948 году он стал олимпийским чемпионом, причём на этот раз уже в греко-римской борьбе. По возвращении в Турцию, по предложению президента страны Исмета Инёню сделал своё прозвище «Мерсинли» («Мерсинец») своей официальной фамилией.
Погиб в 1979 году в автокатастрофе. В его честь в Мерсине был установлен памятник.